# 다시로 유조
다시로 유조(일본어: 田代 有三, 1982년 7월 22일 ~ )는 일본의 전 축구 선수이다.

## 구단 경력
2003년부터 2004년까지 오이타 트리니타와 사간 도스에서 뛰었다. 2005년 J1리그의 가시마 앤틀러스에 입단했다. 2007년, 2008년, 2009년 3번의 J1리그 우승을 차지했다. 2011년까지 114경기에 출전하여, 31득점을 넣었다. 2012년 비셀 고베로 이적했다. 2015년부터 2016년까지 세레소 오사카에서 뛰었다.

## 국가대표팀 경력
그는 2008년 동아시아 축구 선수권 대회에 참가할 일본 국가대표팀에 발탁되었으며, 2월 17일 조선민주주의인민공화국와의 경기에서 데뷔했다. 그는 국제 A매치 통산 3경기에 출전했다.

## 통계
| 일본 | 일본 | 일본 |
| 연도 | 출전 | 득점 |
| ---- | ---- | ---- |
| 2008 | 3    | 0    |
| 통산 | 3    | 0    |